# Giancarlo González
Giancarlo González Castro (San José, 8 februari 1988) is een Costa Ricaans voetballer die doorgaans speelt als centrale verdediger. In januari 2024 verruilde hij Alajuelense voor Sporting San José. González maakte in 2010 zijn debuut in het Costa Ricaans voetbalelftal.

## Clubcarrière
González debuteerde in 2007 in het betaald voetbal in het shirt van Alajuelense, waarmee hij het keer het Cotsa Ricaanse landskampioenschap won in 2010 en tweemaal in 2011. Na het aflopen van zijn contract op 31 juli 2012 verkaste de verdediger naar Vålerenga. Daar speelde hij zevenendertig competitiewedstrijden en kwam hij tot twee goals. Op 21 februari 2014 tekende González vervolgens bij Columbus Crew. Zeven maanden later vertrok hij weer, naar Palermo, dat circa vijf miljoen euro voor hem betaalde. Hij tekende er voor vier jaar. Hij maakte zijn debuut op 19 oktober 2014, tegen Cesena, en maakte in diezelfde wedstrijd het winnende doelpunt. Na drie seizoenen verkaste de Costa Ricaan naar Bologna, waar hij zijn handtekening zette onder een verbintenis voor de duur van drie seizoenen. LA Galaxy nam de Costa Ricaan in april 2019 over van Bologna. Medio 2021 werd de Costa Ricaan voor een half jaar gehuurd door zijn oude club Alajuelense. Na de verhuurperiode nam Alajuelense hem definitief over. Twee jaar na zijn komst liet Alajuelense hem naar Sporting San José vertrekken.

## Clubstatistieken
| Seizoen | Club              | Competitie          | Competitie | Competitie | Beker | Beker | Internationaal | Internationaal | Totaal | Totaal |
| Seizoen | Club              | Competitie          | Wed.       | Dlp.       | Wed.  | Dlp.  | Wed.           | Dlp.           | Wed.   | Dlp.   |
| ------- | ----------------- | ------------------- | ---------- | ---------- | ----- | ----- | -------------- | -------------- | ------ | ------ |
| 2009/10 | Alajuelense       | Primera División    | 28         | 3          | 0     | 0     | —              | —              | 28     | 3      |
| 2010/11 | Alajuelense       | Primera División    | 34         | 0          | 0     | 0     | —              | —              | 34     | 0      |
| 2011/12 | Alajuelense       | Primera División    | 29         | 3          | 0     | 0     | 6              | 0              | 35     | 3      |
| 2012    | Vålerenga         | Tippeligaen         | 12         | 0          | 0     | 0     | —              | —              | 12     | 0      |
| 2013    | Vålerenga         | Tippeligaen         | 25         | 3          | 4     | 0     | —              | —              | 29     | 2      |
| 2014    | Columbus Crew     | Major League Soccer | 17         | 1          | 0     | 0     | —              | —              | 17     | 1      |
| 2014/15 | Palermo           | Serie A             | 28         | 1          | 0     | 0     | —              | —              | 28     | 1      |
| 2015/16 | Palermo           | Serie A             | 35         | 2          | 1     | 0     | —              | —              | 36     | 2      |
| 2016/17 | Palermo           | Serie A             | 21         | 1          | 0     | 0     | —              | —              | 21     | 1      |
| 2017/18 | Bologna           | Serie A             | 22         | 0          | 1     | 0     | —              | —              | 23     | 0      |
| 2018/19 | Bologna           | Serie A             | 12         | 0          | 2     | 0     | —              | —              | 14     | 0      |
| 2019    | LA Galaxy         | Major League Soccer | 22         | 1          | 0     | 0     | 2              | 0              | 24     | 1      |
| 2020    | LA Galaxy         | Major League Soccer | 10         | 1          | 0     | 0     | —              | —              | 10     | 1      |
| 2021    | LA Galaxy         | Major League Soccer | 0          | 0          | 0     | 0     | —              | —              | 0      | 0      |
| 2021/22 | → Alajuelense     | Primera División    | 17         | 1          | 1     | 0     | 1              | 0              | 19     | 1      |
| 2021/22 | Alajuelense       | Primera División    | 27         | 2          | 0     | 0     | 2              | 0              | 29     | 2      |
| 2022/23 | Alajuelense       | Primera División    | 29         | 0          | 0     | 0     | 8              | 3              | 37     | 3      |
| 2023/24 | Alajuelense       | Primera División    | 16         | 3          | 0     | 0     | 9              | 0              | 25     | 3      |
| 2023/24 | Sporting San José | Primera División    | 19         | 3          | 0     | 0     | —              | —              | 19     | 3      |
| 2024/25 | Sporting San José | Primera División    | 14         | 5          | 0     | 0     | —              | —              | 14     | 5      |
| Totaal  | Totaal            | Totaal              | 417        | 30         | 9     | 0     | 28             | 3              | 454    | 33     |

Bijgewerkt op 5 december 2024.

## Interlandcarrière
González debuteerde op 5 juni 2010 in het Costa Ricaans voetbalelftal. Op die dag werd een vriendschappelijke wedstrijd tegen Slowakije met 3-0 verloren. De verdediger begon op de bank en viel tien minuten voor het einde van de wedstrijd in voor Carlos Hernández. Op 25 mei 2012 maakte hij in een met 2–0 gewonnen wedstrijd tegen Guatemala zijn eerste interlanddoelpunt. In mei 2014 werd González door bondscoach Jorge Luis Pinto opgenomen in de selectie voor het wereldkampioenschap voetbal in Brazilië.